# Stuart Dimond
Stuart Dimond (3 tháng 1 năm 1920 – 2004) là một cầu thủ bóng đá người Anh thi đấu ở vị trí tiền đạo trung tâm.

## Sự nghiệp
Sinh ra ở Chorlton-cum-Hardy, Dimond thi đấu cho Bolton Wanderers, Bradford City, Winsford United và Mossley.
Đối với Bradford City ông có 9 lần ra sân ở Football League, ghi 1 bàn thắng.